# Erra-Liiva
Erra-Liiva est un village de la Commune de Sonda du Comté de Viru-Est en Estonie.
Au 31 décembre 2011, il compte 60 habitants.